# Criză (film)
Criza (suedeză: Kris) este un film suedez regizat de Ingmar Bergman, lansat în 1946.
Este debutul regizoral al lui Bergman, el fiind și autorul scenariului, pe baza piesei de radio daneze Moderhjertet (cu sensul de Animalul Mamă, Inima Mamei, Creatura Mamă și Instinct Matern) de Leck Fischer.

## Prezentare
O fată își părăsește mama adoptivă pentru a pleca la Stockholm, la adevărata sa mamă, unde amantul acesteia, un tânăr actor, o seduce; surprins asupra faptului de către mama înșelată, acesta se sinucide.
Insuccesul de public al filmului determină studioul ‘Svenska’ să rupă contractul cu Bergman, care ulterior va considera Criza „pur și simplu o prostituție, pe care am făcut-o pentru că doream cu orice preț să fac film“. Cu toate acestea, „tabloul vieții de provincie este, în tradiția lui Stiller, deopotrivă de trist și amuzant“, iar „tema dragostei nerăsplătite prefigurează filmele de mai târziu ale regizorului“.

## Distribuție
În ordinea apariției
- Wiktor Andersson – Muzician
- Anna-Lisa Baude – Customer
- Allan Bohlin – Ulf
- Julia Cæsar – Soția primarului
- Gus Dahlström – Muzician
- Ernst Eklund – Unchiul Edvard
- Sture Ericson – Muzician
- Karl Erik Flens – Însoțitorul lui Nelly
- Holger Höglund – Muzician
- Svea Holst – Malin
- Ulf Johansson – Muzician
- Inga Landgré – Nelly
- Arne Lindblad – Primarul
- Dagny Lind – Ingeborg
- Marianne Löfgren – Jenny
- John Melin – Muzician
- Stig Olin  – Jack
- Dagmar Olsson – Cântăreț
- Signe Wirff – Aunt Jessie